# Cantón de Groix
El cantón de Groix era una división administrativa francesa, que estaba situada en el departamento de Morbihan y la región de Bretaña.

## Composición
El cantón estaba formado por la comuna que le daba su nombre, Groix.

## Supresión del cantón de Groix
En aplicación del Decreto n.º 2014-215 de 21 de febrero de 2014, el cantón de Groix fue suprimido el 22 de marzo de 2015 y su comuna pasó a formar parte del nuevo cantón de Lorient-2.